# مقاطعة بهمئي
مقاطعة بهمئي (بالفارسية: شهرستان بهمئی) هي مقاطعة تقع في إيران في كهكيلويه وبوير أحمد. يقدر عدد سكانها بـ 35,067 نسمة .